# جون فروست (لاعب كريكت)
جون فروست (بالإنجليزية: John Frost)‏ (30 يناير 1847 في المملكة المتحدة - 1 نوفمبر 1916 في المملكة المتحدة) هو لاعب كريكت بريطاني (وحمل سابقاً جنسية المملكة المتحدة لبريطانيا العظمى وأيرلندا). لعب مع نادي مقاطعة ديربيشاير للكريكت ‏.